# Hermann Adolph Kümmell

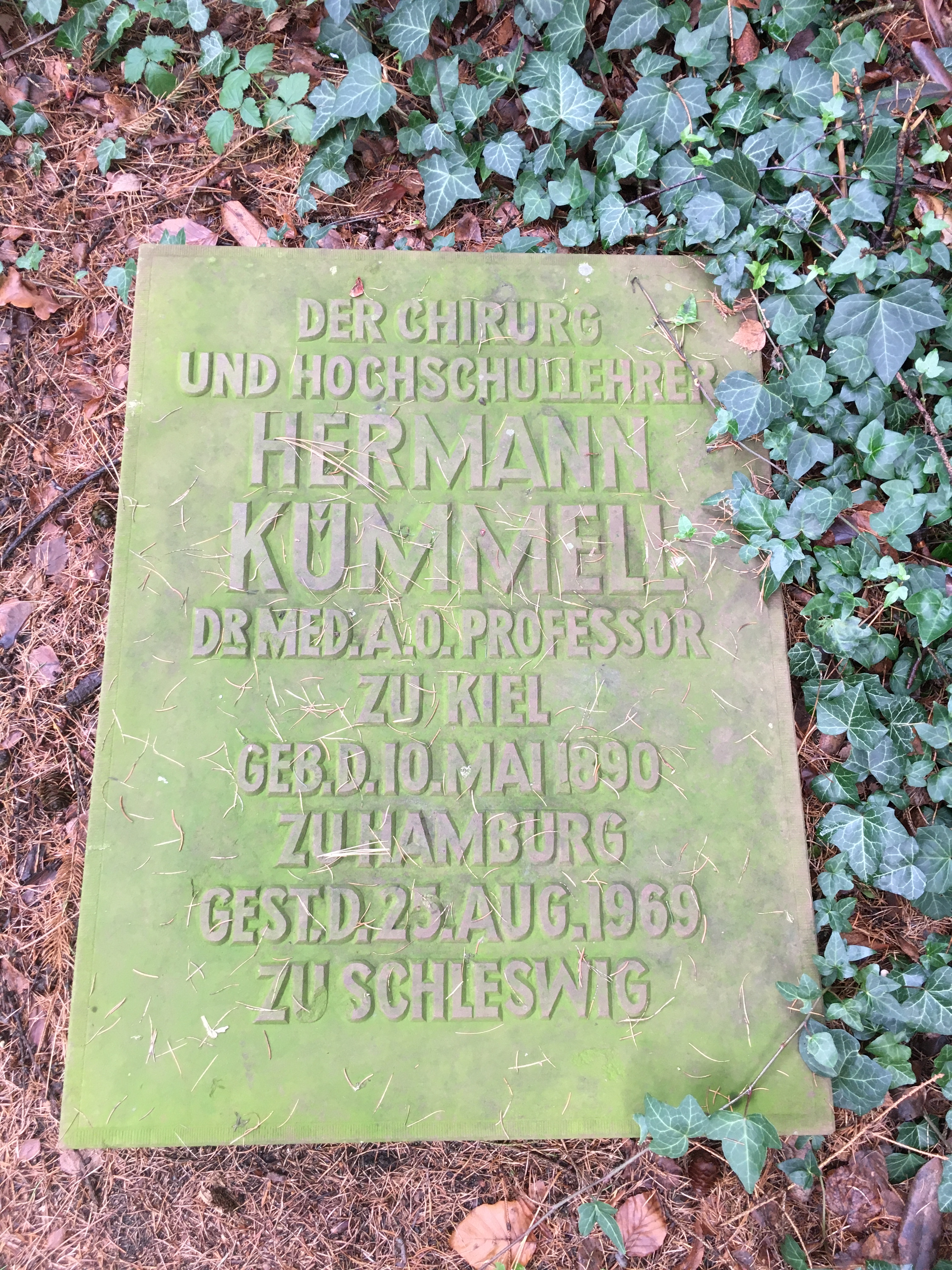
Grabstätte Hermann Adolph Kümmell
auf dem Friedhof Ohlsdorf

Hermann Adolph Kümmell (* 10. Mai 1890 in Hamburg; † 25. August 1969 in Schleswig) war ein deutscher Mediziner und bis zu seiner Pensionierung Professor an der Universität Kiel.

## Leben
Hermann Adolph Kümmell besuchte das Wilhelm-Gymnasium in Hamburg, wo er zu Ostern 1910 das Reifezeugnis erhielt. Anschließend studierte er Medizin in Heidelberg, Jena, Kiel und München und wurde im Jahr 1916 in Freiburg mit einer Dissertation zu dem Thema Ein Fall von chronischem Ileus durch Adhäsionen, Polypen und Invagination im Dünndarm nach Peritonitis tuberculosa  zum Dr. med. promoviert. Im Jahr 1924 habilitierte er sich mit dem Thema Zur Chirurgie des Sympathicus, mit besonderer Berücksichtigung ihrer anatomischen Grundlagen. (Sympathicus-Chirurgie) an der Universität Hamburg.
Von 1927 bis 1928 hatte er die Krankenhausleitung in San Pedro de Macoris in der Dominikanischen Republik. Er war ao. Professor und Oberarzt für Chirurgie an der Universität Hamburg und wurde 1934 als Professor für Chirurgie an die Medizinische Fakultät der Christian-Albrechts-Universität zu Kiel berufen.

## Ehrungen
Kümmell wurde im Jahr 1923 der Dr.-Martini-Preis, der älteste medizinische Preis Deutschlands, verliehen. Er wird seit 1883 jährlich von der Dr.-Martini-Stiftung in Hamburg zur „Förderung des wissenschaftlichen Nachwuchses“ vergeben.

## Familie
Sein Vater Hermann Kümmell war ein deutscher Chirurg, Urologe und Rektor der Universität Hamburg. Sein Sohn Eckart Kümmell war Rechtsanwalt in Hamburg. Beigesetzt wurde er in der Familiengrabstätte auf dem Friedhof Ohlsdorf im Planquadrat S 8.

## Werke
- Ein Fall von chronischem Ileus durch Adhäsionen, Polypen und Invagination im Dünndarm nach Peritonitis tuberculosa
- Zur Chirurgie des Sympathicus, mit besonderer Berücksichtigung ihrer anatomischen Grundlagen. (Sympathicus-Chirurgie)